# Consell de la Federació (Rússia)
El Consell de la Federació (en rus: Совет Федерации), conegut extraoficialment com el Senat (Сенат), és la cambra alta del parlament de la Federació Russa, l'Assemblea Federal. Juntament amb la Duma Estatal (cambra baixa), exerceix les funcions legislativa, pressupostària i de control, i exerceix el dret d'iniciativa legislativa. Està integrada per 170 representants de les 85 entitats territorials de l'estat rus, anomenats subjectes federals: un és elegit per l'òrgan legislatiu i un altre per l'òrgan executiu de cada un d'ells. Així mateix, poden ser eliminats dels seus càrrecs pel mateix procediment. Els representants o delegats del Consell han de ser majors de 30 anys. Els membres del Consell de la Federació són inviolables en l'exercici de les seves funcions.

## Organització

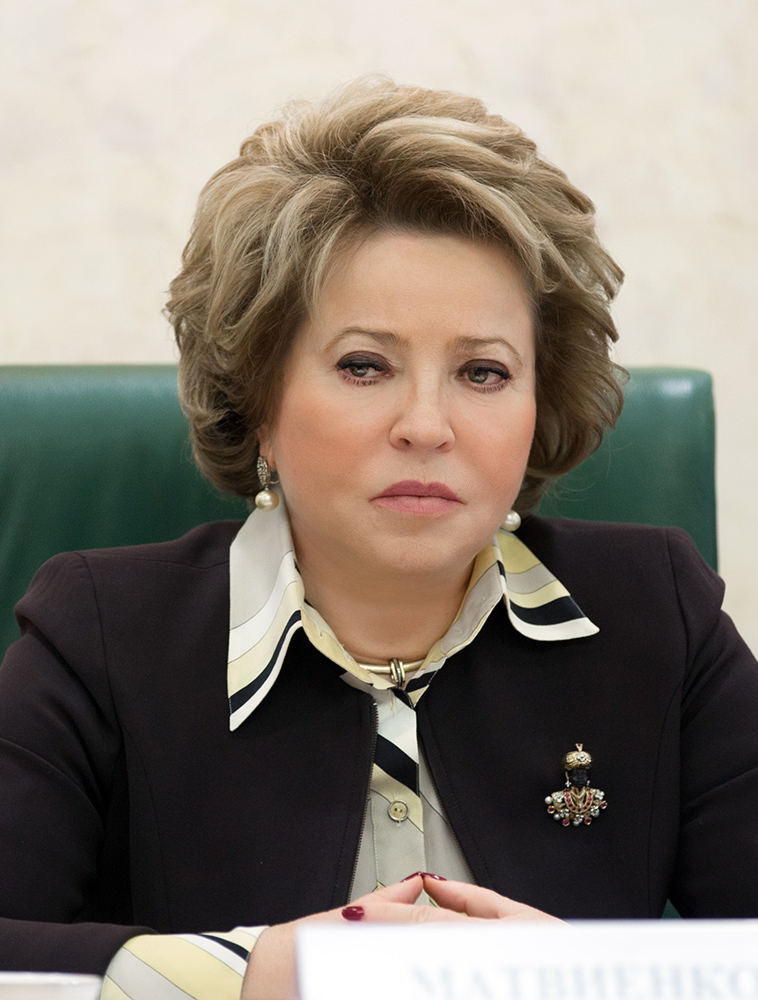
Valentina Matvienko és l'actual presidenta del Consell de la Federació.

El Consell de la Federació es reuneix en ple un mínim de dos cops al mes, a Moscou, separat sempre de la Duma, excepte en ocasions solemnes com el discurs a la nació del President de la Federació, compareixences del Tribunal Constitucional, visites de caps d'estat estrangers, etc. El Consell funciona també en comitès temporals i en comissions parlamentàries permanents, que poden ser reorganitzades en qualsevol moment, i en el si es desenvolupen les ponències legislatives i es fa el seguiment de l'agenda política. El funcionament, procediments i organització de la cambra es regeixen per un reglament intern aprovat per la mateixa.

## Competències
Les funcions i prerrogatives del Consell de la Federació estan recollides en la Constitució russa de 1993, el text que va crear aquesta forma de bicameralisme a Rússia. Si bé és la funció legislativa la que caracteritza la ubicació constitucional i raó de ser política de la institució, existeixen també altres funcions, fonamentalment les de control polític (especialment al poder executiu), que resulten també rellevants en la política russa.

### Competència legislativa
El Consell de la Federació es considera una cambra més formal de l'Assemblea Federal. A causa del seu disseny federalista, així com el seu dret de vot estrictament limitat a les elits provincials, el Consell es considera menys volàtil als canvis radicals.
El Consell s'encarrega de cooperar amb la Duma Estatal per tal de completar i votar els projectes de llei. El Consell consideraria obligatòriament les lleis federals relatives als pressupostos, les reglamentacions duaneres, la supervisió creditícia i la ratificació de tractats internacionals després que hagin estat adoptades per la Duma estatal, on s'introdueix la major part de la legislació.
Els poders especials que s'atorguen únicament al Consell de la Federació són:
- Aprovació de canvis a les fronteres entre els subjectes de la Federació de Rússia.
- Aprovació d'un decret del president de la Federació de Rússia sobre la introducció de la llei marcial.
- Aprovació d'un decret del president de la Federació de Rússia sobre la introducció d'un estat d'emergència.
- Decidir sobre la possibilitat d'utilitzar les Forces Armades de la Federació de Rússia fora del territori de la Federació de Rússia.
- Declaració d'eleccions del president de la Federació de Rússia.
- Acusació del president de la Federació de Rússia.
- Aprovar el nomenament pel president dels jutges del Tribunal Constitucional de la Federació de Rússia, del Tribunal Suprem de la Federació de Rússia, del Tribunal Suprem d'Arbitratge del govern federal de Rússia.
- Aprovar el nomenament pel president del Fiscal General de la Federació de Rússia.
- Nomenament de Vicepresident i la meitat dels auditors de la Cambra de Comptabilitat.

Perquè les lleis siguin aprovades pel Consell de la Federació, cal el vot de més de la meitat dels seus 187 senadors. En considerar les lleis constitucionals federals, calen tres quarts dels vots del Consell per a la seva aprovació. Si el Consell veta una llei aprovada per la Duma de l'Estat, les dues cambres tenen el mandat de formar un Comitè de Conciliació per a formar un document de compromís, que novament serà sotmès a votació per totes dues cambres. El veto del Consell de la Federació se superaria per majoria de dos terços en la Duma.

### Altres competències
A més de l'exercici del poder legislatiu de la Federació, que exerceix conjuntament amb la Duma de l'Estat, el Consell Federal té atribuït l'acompliment d'altres diverses potestats i facultats constitucionals de rellevància. Fonamentalment es tracta de:
- Aprovar qualsevol canvi fronterer intern (entre els subjectes federals);
- Aprovar els decrets del President de la Federació que declarin l'estat d'emergència o la llei marcial;
- Autoritzar les missions exteriors de les forces armades, els seus objectius i qualsevol desplaçament internacional;
- Convocar a eleccions presidencials;
- Recusar al President de la Federació mitjançant la moció de censura;
- Nomenar els jutges i magistrats del Tribunal Constitucional, el Tribunal Suprem i l'Alt Tribunal d'Arbitratge de la Federació Russa;
- Nomenar i cessar el Fiscal General de la Federació Russa;
- Nomenar i destituir el president del tribunal federal de comptes i a la meitat dels seus membres.